# Björn Davegårdh
Björn Ragnar Davegårdh, född 27 augusti 1948, död 12 mars 2016, var en svensk journalist och börsanalytiker. 
Han var medgrundare till börstidningen Börsveckan och var länge dess chefredaktör.  Han skrev också för många andra tidningar under sin karriär, bland annat Dagens Industri och var tidningens första börskrönikör.